# 트리코조아
트리코조아(Trichozoa)는 엑스카바타계에 속하는 원생생물의 분류군의 하나이다. 포르니카타(Fornicata)라는 비슷한 분류군도 있지만, 포르니카타는 부기체류를 포함하지 않는다.
"이오파링기아"(Eopharyngia)는 아주 좁은 의미의 분류군으로 사용하며, 레토르타모나스류와 중복편모충류를 포함하지만 카르페디에모나스류를 포함하지는 않는다.